# Ithomia hippocrenis
Ithomia hippocrenis är en fjärilsart som beskrevs av Bates 1866. Ithomia hippocrenis ingår i släktet Ithomia och familjen praktfjärilar. Inga underarter finns listade i Catalogue of Life.